# Норт Балтимор (Охајо)
Норт Балтимор (енгл. North Baltimore) град је у америчкој савезној држави Охајо.

## Демографија
По попису из 2010. године број становника је 3.432, што је 71 (2,1%) становника више него 2000. године.
| Група             | 2000.         | 2010.         |
| Белци             | 3.202 (95,3%) | 3.194 (93,1%) |
| Афроамериканци    | 0 (0,0%)      | 20 (0,6%)     |
| Азијати           | 13 (0,4%)     | 13 (0,4%)     |
| Хиспаноамериканци | 112 (3,3%)    | 164 (4,8%)    |
| Укупно            | 3.361         | 3.432         |